# Troviscal
Troviscal es una freguesia portuguesa del concelho de Sertã, con 54,06 km² de superficie y  habitantes (2001). Su densidad de población es de 21,0 hab/km².